# Poonam Pandey
Pour les articles homonymes, voir Pandey.
Poonam Pandey, née le 11 mars 1991 à Kanpur (Uttar Pradesh), est une actrice et mannequin indienne.
Elle est surtout connue pour ses photos de nu publiées en ligne. Elle fait ses débuts à Bollywood dans le film Nasha (en) en 2013.

## Biographie

### Jeunesse
Poonam Panday naît le 11 mars 1991 à Kanpur. Elle a commencé sa carrière en tant que mannequin. Elle est devenue l'une des neuf meilleures participantes du concours Gladrags Manhunt et Megamodel, et est apparue sur la page de couverture du magazine spécialisé Gladrags,.

### Présence médiatique
Poonam Pandey accède à la notoriété grâce à ses comptes de réseaux sociaux, dont Twitter, lorsqu'elle a commencé à publier des photos légères, qui ont retenu l'attention des médias.
Poonam Pandey apparaît sous les projecteurs des médias lorsqu'elle promet de se déshabiller pour rendre hommage à l'équipe indienne de cricket si celle-ci remportait la Coupe du monde 2011,. L'Inde a remporté la Coupe du monde, cependant, Pandey n'a pas pu tenir sa promesse en raison de la désapprobation du public. Elle a affirmé plus tard qu'elle s'était vu refuser l'autorisation par le Conseil de contrôle du cricket en Inde. Cependant, elle a mis en ligne une vidéo sur son application mobile, où elle se déshabille au stade Wankhede.
En 2012, elle pose nue après que l'équipe Kolkata Knight Riders a remporté l'IPL 5.
Elle a ensuite développé sa propre application mobile. L'application a été interdite par Google peu de temps après son lancement dans le Play Store. Poonam Pandey dispose d’un site officiel personnel avec mises à jour régulières sur sa vie.
Elle publie également sur Instagram,,.

### Carrière cinématographique
En 2013, Poonam Pandey est l'actrice principale du film Nasha (en), incarnant une enseignante qui finit par avoir une relation sexuelle avec l'un de ses élèves. Tandis que Rediff.com a déclaré qu'elle excellait en tant que séductrice dans le rôle, le Mumbai Mirror (en) a dit qu'elle « ne jouait pas des séductrices mais une enseignante de théâtre appropriée et responsable » et que « Pandey fait un effort mais n'est pas tout à fait là ».
Les affiches du film, qui la présentent nue, mais avec deux pancartes couvrant son corps, ont fait polémique, et un groupe de manifestants a déchiré les affiches et les a incendiées le 20 juillet 2013 à Bombay. Le secrétaire général du parti nationaliste Shiv Sena Chitrapat s'est opposé à ce que Pandey apparaisse dénudée dans les publicités, expliquant : « Nous trouvons l'affiche très vulgaire et désobligeante et nous n'autoriserons pas de telles affiches. »
Poonam Pandey a signé pour jouer le rôle d'Anita dans la suite prévue de Nasha.

### Vie privée
Poonam Pandey épouse son compagnon de longue date, Sam Bombay, en 2020.

### Fausse mort
Son manager a diffusé l’annonce sur les réseaux sociaux que Poonam Pandey est décédée d’un cancer du col de l’utérus le 1er février 2024 à l’âge de 32 ans. Le lendemain, il a été révélé qu'il s'agit d'un coup de publicité visant à sensibiliser le public à cette maladie.

## Filmographie

### Cinéma
| Année | Titre                     | Rôle          | Langue  | Remarque                                                      |
| ----- | ------------------------- | ------------- | ------- | ------------------------------------------------------------- |
| 2013  | Nasha (en)                | Anita Joseph  | hindi   |                                                               |
| 2014  | Love Is Poison (en)       | Se            | Kannada | Apparition spéciale dans la chanson Shyane Ishta Cricketettu. |
| 2015  | Malini & Co. (en)         | Malini        | Telugu  |                                                               |
| 2017  | Aa Gaya Hero (en)         | Se            | hindi   | Apparition spéciale dans une chanson.                         |
| 2018  | The Journey of Karma (en) | Karma D'souza | hindi   |                                                               |

### Télévision
| Année | Titre                 | Rôle       | Chaîne         |
| ----- | --------------------- | ---------- | -------------- |
| 2015  | Total Nadaniyaan      | Jalebi Bai | Big Magic (en) |
| 2015  | Pyaar Mohabbat Ssshhh | Jalebi Bai | Big Magic      |